# Meleúz
Meleuz (en ruso: Мелеу́з) es una ciudad del sur de la república de Baskortostán, Rusia, ubicada a la orilla del río Bélaya, afluente del Kama, el cual, a su vez, lo es del Volga. Su población en el año 2010 era de 61 000 habitantes.

## Clima

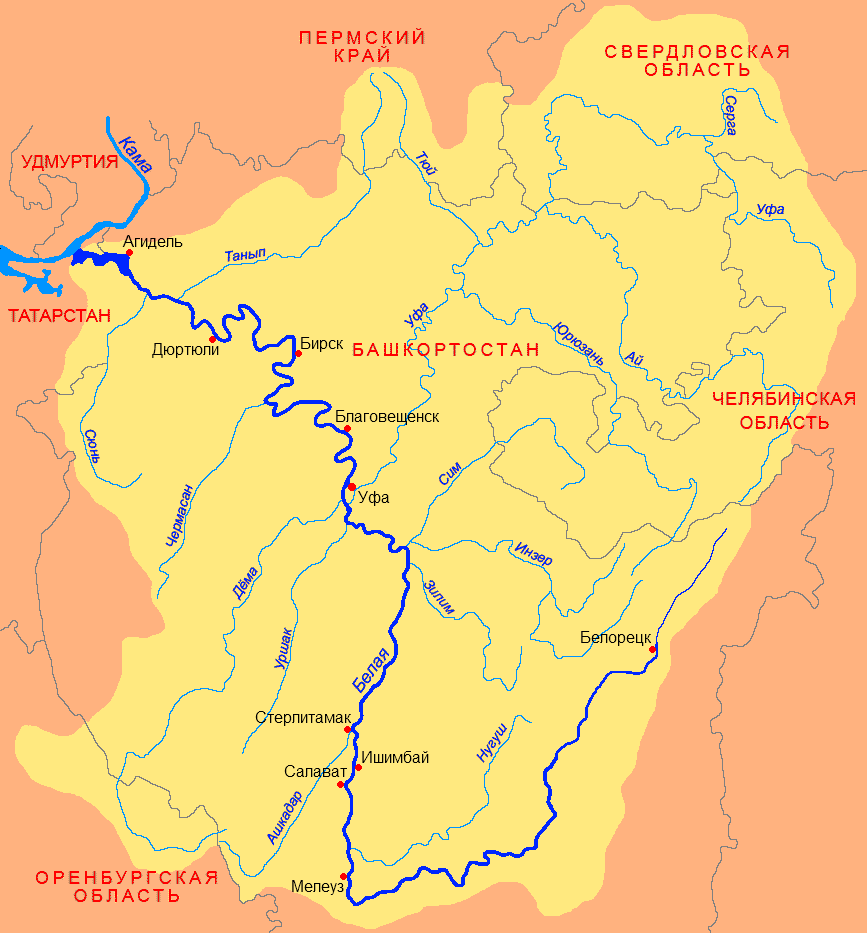
Mapa en ruso del río Bélaya (Бе́лая) —afluente del Kama— en el que aparece abajo Meleuz (Мелеу́з)

El clima de Meleuz es continental, relativamente frío, pero con veranos calurosos. Su temperatura media es 4,6 °C.